# Rochers des Grands-Malades

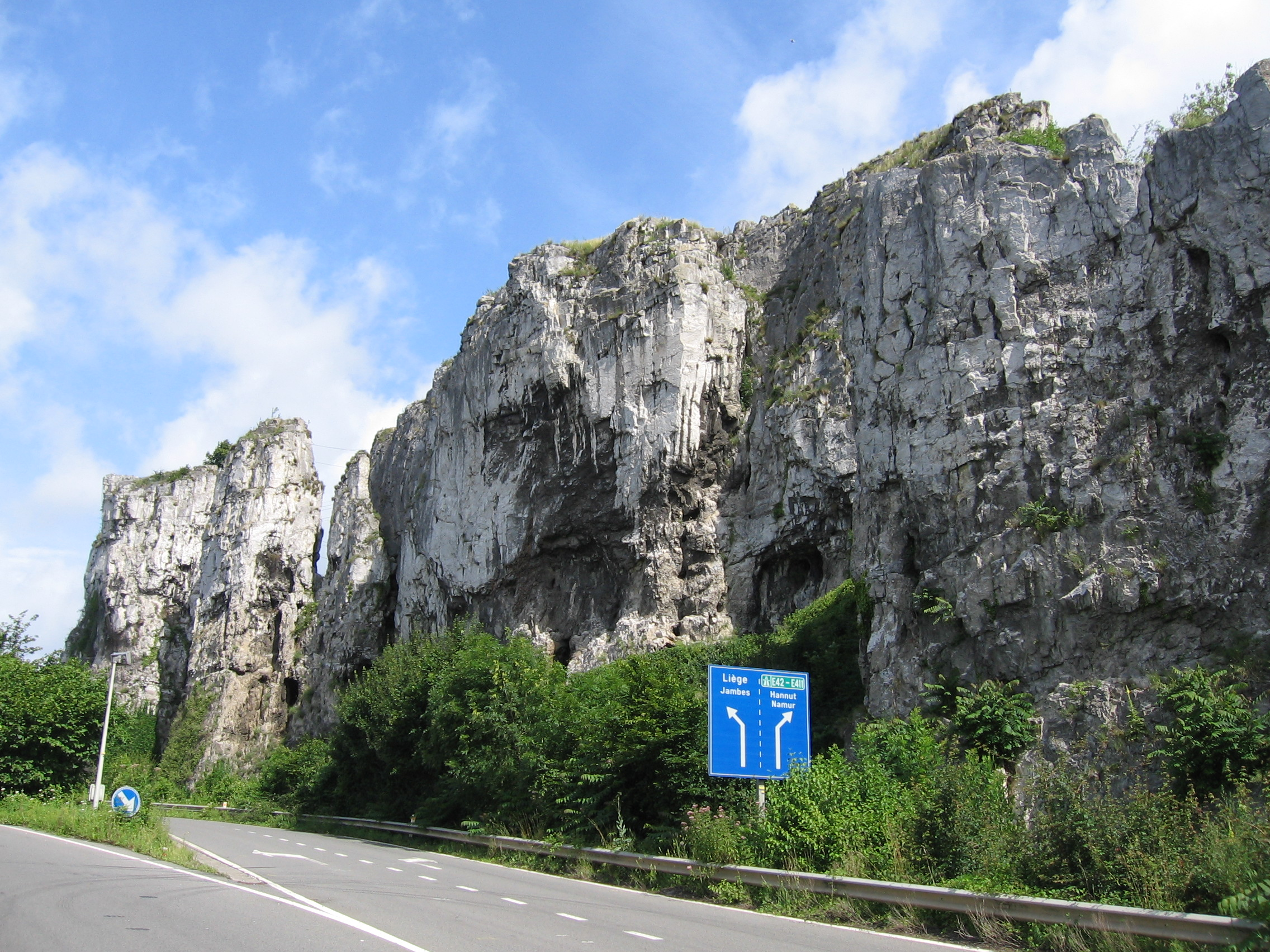
Les Rochers des Grands-Malades sur la route de Beez (Namur)

Les rochers des Grands-Malades forment un massif rocheux en bord de Meuse (rive gauche), entre Namur et Beez  en Belgique. Ils sont situés sur le territoire de la ville de Namur (anciennement de Bouge et Beez). Longtemps exploité comme carrière de pierre calcaire ou pierre bleue (pierre de Namur), l’ensemble est aujourd’hui progressivement réhabilité comme zone verte et lieu d’apprentissage de l’escalade rocheuse. 

## Étymologie
L'appellation « Grands-Malades » fait référence aux grands malades de la léproserie implantée dès le Moyen Âge à cet endroit. L'appellation s'est étendue aux lieux situés à proximité : écluse, centrale hydraulique, pont sur la Meuse et une rue de Beez.

## Géographie
Les rochers des Grands Malades font partie d'un ensemble de rochers qui était bien plus important en étendue avant l'ouverture de carrières et de fours à chaux. Ils constituent vers Namur l'extrémité la plus occidentale du massif rocheux et des falaises de Marche-les-Dames où alternent des couches calcaires de type dolomitique (Viséen, Tournaisien) et des substrats siliceux (Famennien et cailloutis de terrasses). 
La falaise s'étend sur une longueur totale d'environ 170 mètres et a une hauteur de 20 m à 40 m. Il montre différents types de structures : tours massives, aiguilles, piliers et arêtes, séparés par des couloirs abrupts. La face sud-ouest présente quelques petites grottes dont la Grotte aux Escaliers et l'Arcade de Flic ou Voyou,.

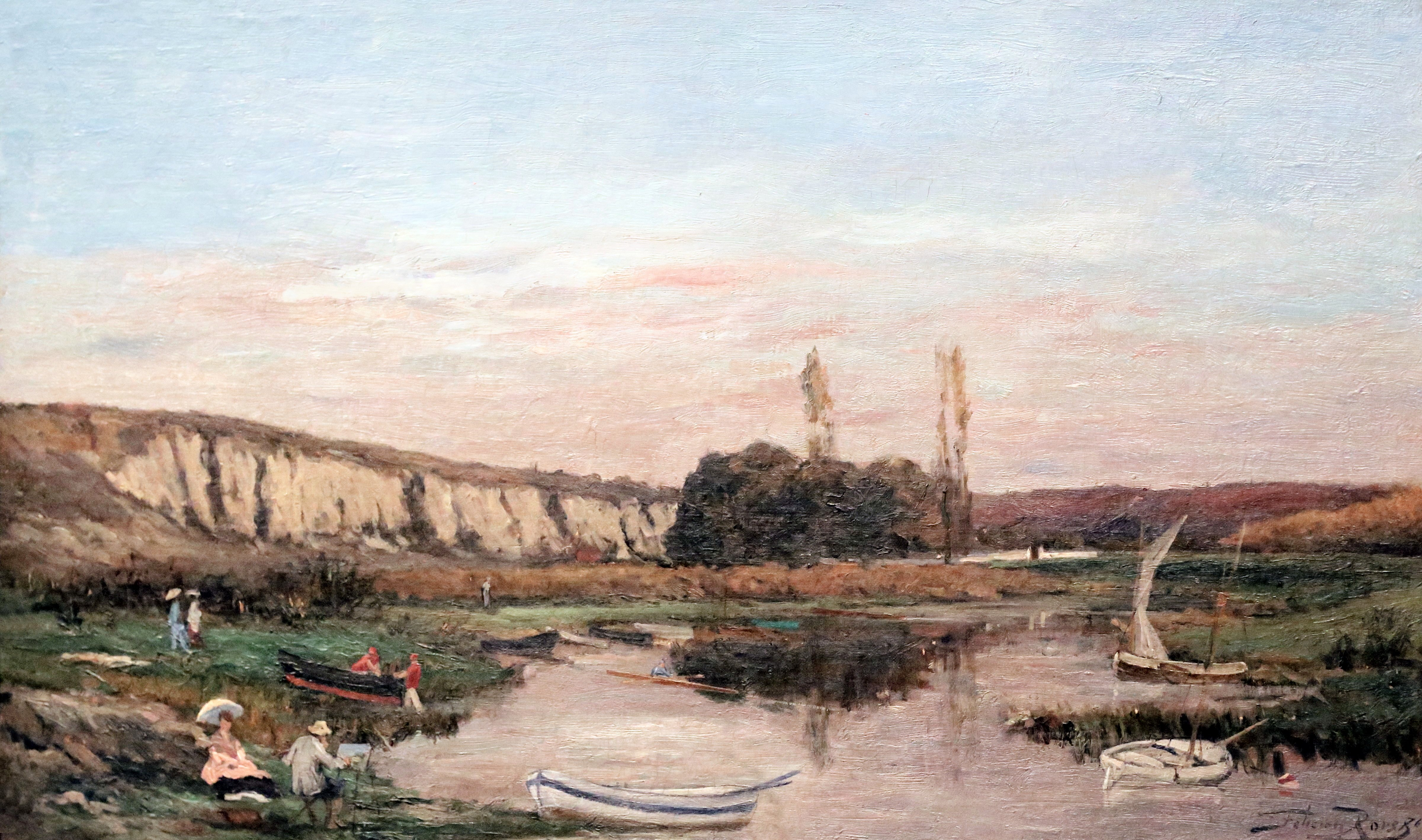
Les rochers des Grands Malades par Félicien Rops en 1876.

À l'intérieur du massif, chaque rocher ou pic porte un nom particulier : Roche au drapeau, Roc des singes, la Grande Béquille, la Grande Muraille, le Fortin, etc.

## Histoire et étymologie
Lors de la Préhistoire, l'homme est déjà présent sur le site des Grands-Malades. L'on a en effet retrouvé des silex chelléens taillés en amande ainsi que des restes de mammouth et de rhinocéros dans une poche des rochers des Grands-Malades.
Dans l'Antiquité, la qualité de la pierre calcaire, la « Pierre bleue » (ou pierre mosane), est connue. Elle fait l'objet d'une extraction à l’époque gallo-romaine, comme en témoignent certaines stèles funéraires découvertes à la citadelle de Namur.
Au Moyen Âge, le site du rocher des Grands-Malades est occupé par la léproserie de la ville de Namur. À cette époque, la règle consistait à déplacer les lépreux hors de l'enceinte fortifiée de la ville, en l'occurrence à Namur au-delà du confluent entre le Houyoux et la Meuse. Une bulle pontificale de 1122 du pape Grégoire VIII atteste de l'existence d'une maladrerie au pied des rochers des Grands-Malades. En 1153, l'évêque de Liège vient consacrer la chapelle de la maladrerie qui prend le nom d'hôpital des Grands-Malades. Au XVIe siècle, la maladrerie est abandonnée après la mort des derniers lépreux. La chapelle située au bas des rochers est intégrée à l'ermitage Saint-Hubert qui comprend une maisonnette et enclos. L'ermitage est démoli en 1852.
L'exploitation de la carrière des Grands-Malades est attestée dès 1516. L’extraction ne se fait pas seulement à ciel ouvert mais également à l’intérieur de galeries creusées dans la roche. La proximité de la Meuse permet un transport fluvial commode en direction de la région liégeoise et limbourgeoise. L’extraction de pierre de la carrière des Grands-Malades cesse au XIXe siècle. Une brasserie s’y installe et utilise les galeries pour y faire fermenter sa bière dite « des carrières de marbre ». La brasserie ferme en 1935. Les galeries deviennent champignonnières pour quelque temps. Des fours à chaux construits en 1872 et en activité jusqu’en 1971 étaient adossés aux rochers des Grands-Malades. De tout cela il ne reste que des bâtiments en ruines et des galeries fermées la plupart du temps ou définitivement murées.

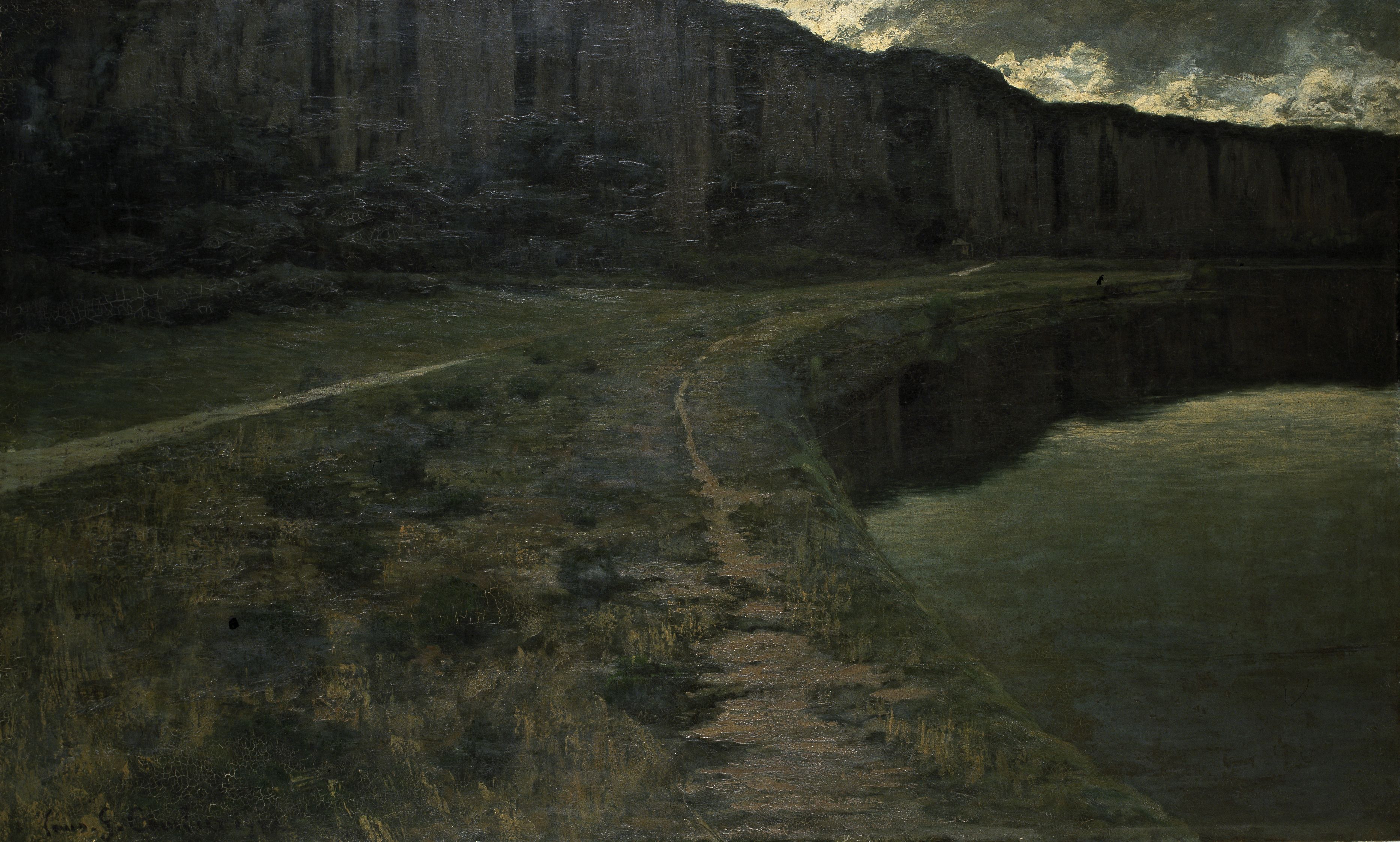
Les Rochers des Grands Malades par Gustave Cambier en 1902.

Les premières voies d'escalade sur les rochers sont tracées en 1929 par Michel Nicaise suivi par J. Dubois et Xavier de Grunne. Le Club alpin belge acquiert le site en 2001 et procède à son aménagement et réhabilitation comme centre d’apprentissage de l’escalade dans le respect de la flore et de la faune. Une via ferrata a notamment été aménagée dans les rochers.

## Protection de l'environnement
Depuis les années 2000, les rochers sont classés Réseau Natura 2000. Ils sont également inscrits sur la liste de sauvegarde de la Commission Provinciale des Monuments et Sites depuis novembre 2003. Les rochers constituent enfin un Site de Grand Intérêt Biologique (SGIB) reconnu par la Région wallonne.
Le versant sud donnant sur les rochers héberge quelques plantes rares dans la région, comme la seslérie bleue et l'hippocrepis comosa ou fer à cheval.  Sur les rochers, on trouve quelques plantes remarquables comme l'orobanche du lierre, parasite très rare en Wallonie, ou encore la fétuque des rochers calcaires (Festuca pallens). La faune présente un certain nombre d'espèces peu communes pour la région, notamment l'argus bleu-nacré parmi les papillons et le lézard des murailles parmi les reptiles.

## Représentations artistiques
- Vue de Namur prise de la Tête du Pré, lithographie,  par Rousseau et le graveur Augustin Lemaître d'après un dessin du général de Houwen, 1826.
- Les Rochers des Grands Malades, peinture à l'huile, Félicien Rops, Musée de l'Art wallon de Liège, 1876.
- Les Rochers des Grands Malades à Marche-les-Dames, peinture à l'huile, Louis Gustave Cambier, Musée des Beaux-Arts de Gand, 1902.
- Le Rocher au grand Malade, peinture à l'huile, Henri Joseph Piéron, collection privée.